# John Sheppard (hockey sur glace)
Pour les articles homonymes, voir John Sheppard et Sheppard.
Joseph John Oswald Sheppard (né le 23 juillet 1903 à Montréal au Canada - mort le 28 août 1969) est un joueur professionnel canadien de hockey sur glace qui évoluait au poste d'ailier gauche. Il joue pendant neuf saisons dans la Ligue nationale de hockey entre 1926 et 1934. 

## Biographie
Né à Montréal, Sheppard commence sa carrière avec les Fisherman Junior de Selkirk de la Ligue de hockey junior du Manitoba. En 1922, il rejoint les Eskimos d'Edmonton de la Western Canada Hockey League avec lesquels il évolue pendant quatre saisons. En 1926, il rejoint la nouvelle franchise de la Ligue nationale de hockey, les Cougars de Détroit. Avec 21 points, il est le meilleur réalisateur de l'équipe au cours de la saison régulière. La LNH compte dix équipes réparties en deux divisions et les Cougars finissent bons derniers de la poule Américaine avec 12 victoires, 28 défaites et 4 matchs nuls. L'équipe joue toute la saison sans patinoire dans sa ville de Détroit et l'inauguration de l'Olympia Stadium a lieu le 22 novembre 1927. Les Cougars s'inclinent 2-1 contre les Sénateurs d'Ottawa, le but de Détroit étant inscrit par Sheppard.
Sheppard est échangé pour la saison suivante aux Americans de New York. En 1933-1934, Sheppard signe avec les Bruins mais au bout de quatre rencontres en début de saison, il signe avec les Black Hawks de Chicago. Auteur de 7 points en 38 rencontres, il aide l'équipe 1933-1934 de Chicago à gagner la première Coupe Stanley de l'histoire du club. Il met fin à sa carrière en 1936 après deux dernières saisons avec les Seahawks de Seattle.
John est le frère du joueur de hockey de la LNH, Frank Shepard.

## Statistiques
| Saison          | Équipe                      | Ligue           |     | Saison régulière | Saison régulière | Saison régulière | Saison régulière | Saison régulière |   | Séries éliminatoires | Séries éliminatoires | Séries éliminatoires | Séries éliminatoires | Séries éliminatoires |
| Saison          | Équipe                      | Ligue           | PJ  | B                | A                | Pts              | Pun              | PJ               | B | A                    | Pts                  | Pun                  |                      |                      |
| 1918-1919       | Fishermen junior de Selkirk | LHJM            |     |                  |                  |                  |                  |                  |   |                      |                      |                      |                      |                      |
| 1919-1920       | Fishermen junior de Selkirk | LHJM            |     |                  |                  |                  |                  |                  |   |                      |                      |                      |                      |                      |
| 1920            | Fishermen junior de Selkirk | Coupe Memorial  | -   | -                | -                | -                | -                | 4                | 3 | 3                    | 6                    | 0                    |                      |                      |
| 1920-1921       | Fishermen junior de Selkirk | LHJM            |     |                  |                  |                  |                  |                  |   |                      |                      |                      |                      |                      |
| 1921-1922       | Fishermen de Selkirk        | MHL             | 11  | 10               | 2                | 12               | 19               | -                | - | -                    | -                    | -                    |                      |                      |
| 1922-1923       | Eskimos d'Edmonton          | WCHL            | 21  | 1                | 1                | 2                | 6                | 2                | 0 | 0                    | 0                    | 0                    |                      |                      |
| 1923            | Eskimos d'Edmonton          | Coupe Stanley   | -   | -                | -                | -                | -                | 1                | 0 | 0                    | 0                    | 0                    |                      |                      |
| 1923-1924       | Eskimos d'Edmonton          | WCHL            | 25  | 6                | 2                | 8                | 14               | -                | - | -                    | -                    | -                    |                      |                      |
| 1924-1925       | Eskimos d'Edmonton          | WCHL            | 28  | 14               | 4                | 18               | 26               | -                | - | -                    | -                    | -                    |                      |                      |
| 1925-1926       | Eskimos d'Edmonton          | WHL             | 23  | 7                | 7                | 14               | 16               | 2                | 1 | 0                    | 1                    | 2                    |                      |                      |
| 1926-1927       | Cougars de Détroit          | LNH             | 43  | 13               | 8                | 21               | 60               | -                | - | -                    | -                    | -                    |                      |                      |
| 1927-1928       | Cougars de Détroit          | LNH             | 44  | 10               | 10               | 20               | 40               | -                | - | -                    | -                    | -                    |                      |                      |
| 1928-1929       | Americans de New York       | LNH             | 43  | 5                | 4                | 9                | 38               | 2                | 0 | 0                    | 0                    | 0                    |                      |                      |
| 1929-1930       | Americans de New York       | LNH             | 43  | 14               | 15               | 29               | 32               | -                | - | -                    | -                    | -                    |                      |                      |
| 1930-1931       | Americans de New York       | LNH             | 42  | 5                | 8                | 13               | 16               | -                | - | -                    | -                    | -                    |                      |                      |
| 1931-1932       | Americans de New York       | LNH             | 5   | 1                | 0                | 1                | 2                | -                | - | -                    | -                    | -                    |                      |                      |
| 1931-1932       | Tigers du Bronx             | Can-Am          | 33  | 17               | 11               | 28               | 27               | 2                | 1 | 0                    | 1                    | 2                    |                      |                      |
| 1932-1933       | Americans de New York       | LNH             | 46  | 17               | 9                | 26               | 32               | -                | - | -                    | -                    | -                    |                      |                      |
| 1933-1934       | Bruins de Boston            | LNH             | 4   | 0                | 0                | 0                | 0                | -                | - | -                    | -                    | -                    |                      |                      |
| 1933-1934       | Black Hawks de Chicago      | LNH             | 38  | 3                | 4                | 7                | 4                | 8                | 0 | 0                    | 0                    | 0                    |                      |                      |
| 1934-1935       | Seahawks de Seattle         | NWHL            | 36  | 6                | 17               | 23               | 38               | 5                | 2 | 2                    | 4                    | 0                    |                      |                      |
| 1935-1936       | Seahawks de Seattle         | NWHL            | 39  | 13               | 10               | 23               | 29               | 4                | 2 | 4                    | 6                    | 2                    |                      |                      |
| Totaux LNH      | Totaux LNH                  | Totaux LNH      | 308 | 68               | 58               | 126              | 224              | 10               | 0 | 0                    | 0                    | 0                    |                      |                      |
| Totaux WCHL/WHL | Totaux WCHL/WHL             | Totaux WCHL/WHL | 97  | 28               | 14               | 42               | 62               | 4                | 1 | 0                    | 1                    | 2                    |                      |                      |

## Trophées et honneurs personnels
- 1933-1934 : Coupe Stanley